# 下石康太
下石 康太（しもいし こうた、1987年6月26日 - ）は、日本の男性総合格闘家。
宮崎県出身。MMA&BJJ BLOWS所属。

## 来歴
宮崎県北諸県郡に生まれる。10歳の頃、体を鍛える目的で柔道を始めた。高校時代に総合格闘技をテレビで見たことがきっかけで、ケージの中で戦うことを夢見るようになる。新しい目標を見つけた下石は卒業と同時に上阪し、MMA&BJJ BLOWS代表で元修斗ウェルター級チャンピオン中蔵隆志の指導のもと、トレーニングを重ねた。
2007年7月16日、20歳の時にアマチュア総合格闘技デビュー戦。
2008年11月1日、プロデビュー戦ではTOMMY（富田昌信）に一本勝ち。
2010年12月18日、修斗の新人王ウェルター級トーナメントに出場し、優勝を果たした。
2014年7月20日、パンクラスに初参戦し、堂垣善史にTKO勝ち。
DEEPへは、2014年2月23日に初出場。2016年3月21日にはライト級次期王座挑戦者決定戦で岸本泰昭に3-0で判定勝ち。同年6月26日のタイトルマッチで王者の北岡悟に挑戦するも、0-5で判定負け。
2017年7月15日、ROAD FCの100万ドルトーナメントに出場し、1回戦でパク・デソンに一本勝ち。続いて同年11月11日、中国・河北省の石家庄市のホーベイ体育館で開催されたROAD FC 44のトーナメント2回戦で、バオ・インカンに一本勝ちし、アジア人でただ1人ベスト4まで勝ち残ったが、2018年3月10日に開催された準決勝でマンスール・ベルナウイに一本負け。
ROAD FCでの試合後、シンガポールのEvolve MMAに所属するアミール・カーンがスパーリング・パートナーを探しているとのことで声がかかり、オファーを引き受けた。その後、One Championship会長のチャトリ・シットヨートンから直々に、ONE Championshipへの出場を打診され、試合出場契約を締結。
2018年7月13日、初参戦のONE Championshipでアリエル・セクストンと対戦し、一本負け。
2018年11月9日、One Championshipのエイドリアン・パン戦では右まぶたを負傷し、ドクターストップによるTKO負け。

## 人物
- 初期のリングネームは下石原人であった。

## 戦績

### プロ総合格闘技
| 総合格闘技 戦績 | 総合格闘技 戦績 | 総合格闘技 戦績 | 総合格闘技 戦績 | 総合格闘技 戦績 | 総合格闘技 戦績 | 総合格闘技 戦績 |
| --------------- | --------------- | --------------- | --------------- | --------------- | --------------- | --------------- |
| 29 試合         | (T)KO           | 一本            | 判定            | その他          | 引き分け        | 無効試合        |
| 20 勝           | 4               | 6               | 10              | 0               | 1               | 0               |
| 8 敗            | 2               | 5               | 1               | 0               | 1               | 0               |

| 勝敗 | 対戦相手                   | 試合結果                       | 大会名                                                                                 | 開催年月日     |
| ×    | ピーター・バウシュト       | 2R 3:50 TKO                    | One Championship - WARRIORS OF LIGHT                                                   | 2019年5月10日  |
| ×    | エイドリアン・パン         | 1R 5:00 TKO (ドクターストップ) | One Championship - Heart of the Lion                                                   | 2018年11月9日  |
| ×    | アリエル・セクストン       | 3R 0:44 横三角絞めキーロック   | One Championship - Pursuit of Power                                                    | 2018年7月13日  |
| ×    | マンスール・ベルナウイ     | 3R 1:47 リアネイキドチョーク   | ROAD FC 046                                                                            | 2018年3月10日  |
| ○    | インカン・バオ             | 2R 4:48 アームバー             | ROAD FC 044                                                                            | 2017年11月11日 |
| ○    | パク・デソン               | 2R 3:07 リアネイキドチョーク   | ROAD FC 040                                                                            | 2017年7月15日  |
| ○    | 江藤公洋                   | 1R 2:05 TKO                    | DEEP OSAKA IMPACT 2017 【ROAD FCライト級100万ドルトーナメント日本予選決勝】            | 2017年3月20日  |
| ○    | 岡野裕城                   | 5分2R終了 判定5-0              | DEEP OSAKA IMPACT 2017 【ROAD FCライト級100万ドルトーナメント日本予選1回戦】           | 2017年3月20日  |
| ○    | Khuukhenkhuu Amartuvshin   | 5分3R終了 判定3-0              | MGL-1 Fighting Championship - MGL-1 vs. Deep                                           | 2016年9月24日  |
| ×    | 北岡悟                     | 5分3R終了 判定0-5              | DEEP 76 IMPACT 【DEEPライト級タイトルマッチ】                                          | 2016年6月26日  |
| ○    | 岸本泰昭                   | 5分3R終了 判定3-0              | DEEP OSAKA IMPACT 2016                                                                 | 2016年3月21日  |
| ○    | 岩瀬茂俊                   | 5分3R終了 判定3-0              | DEEP CAGE IMPACT 2015                                                                  | 2015年8月29日  |
| ○    | 吉田善行                   | 5分3R終了 判定3-0              | DEEP OSAKA IMPACT 2015                                                                 | 2015年4月29日  |
| ○    | 西方清信                   | 5分2R終了 判定3-0              | DEEP CAGE IMPACT 2014 in OSAKA                                                         | 2014年10月19日 |
| ○    | 堂垣善史                   | 1R 0:15 TKO（パウンド）        | PANCRASE - Osaka                                                                       | 2014年7月20日  |
| ○    | 山﨑悠輝                   | 2R 0:57 負傷判定3-0            | DEEP OSAKA IMPACT 2014                                                                 | 2014年2月23日  |
| ×    | 中村K太郎                  | 2R 0:37 リアネイキドチョーク   | 修斗 - 3rd Round 2013                                                                  | 2013年7月27日  |
| ○    | 大尊伸光                   | 2R 4:56 ギロチンチョーク       | 修斗 - Gig Tokyo 12                                                                    | 2012年10月27日 |
| ×    | 佐々木信治                 | 3R 4:58 三角絞め               | 修斗 - Border: Season 4 - Second                                                       | 2012年9月23日  |
| ○    | 松本光史                   | 5分3R終了 判定3-0              | 修斗 - 5th Round                                                                       | 2012年5月18日  |
| ○    | 梶田高裕                   | 5分2R終了 判定3-0              | 修斗 - Gig Central 23                                                                  | 2011年10月2日  |
| ×    | 柴博                       | 1R 2:28 横三角絞め             | 修斗 - Border: Season 3 - Spring Thunder                                               | 2011年4月3日   |
| △    | アキラ                     | 5分2R終了 判定0-1              | 修斗 THE ROOKIE TOURNAMENT 10 FINAL 【2010年度ウェルター級新人王決定トーナメント決勝】 | 2010年12月18日 |
| ○    | クレイジーバーサーカー文平 | 5分2R終了 判定3-0              | 修斗 - Gig West 12                                                                     | 2010年9月26日  |
| ○    | 高橋圭典                   | 1R 3:18 ギロチンチョーク       | 修斗 - Border: Season 2 - Rhythm                                                       | 2010年8月15日  |
| ○    | 星野大介                   | 2R 3:02 リアネイキドチョーク   | 修斗 - Gig Tokyo 4                                                                     | 2010年4月24日  |
| ○    | クレイジーバーサーカー文平 | 2R 0:48 TKO（パウンド）        | GCM - DEMOLITION WEST                                                                  | 2009年11月14日 |
| ○    | 中島邦男                   | 5分2R終了 判定3-0              | 修斗 - Gig West 11                                                                     | 2009年4月29日  |
| ○    | TOMMY（富田昌信）          | 2R 3:16 リアネイキドチョーク   | POWERGATE - Paradigm Shift                                                             | 2008年11月1日  |

### アマチュア総合格闘技
| 勝敗 | 対戦相手             | 試合結果                 | 大会名                | 開催年月日    |
| ○    | 原田惟紘             | 3分2R ポイント47-33      | 全日本アマ修斗 決勝戦 | 2008年9月14日 |
| ○    | 西岡耕治             | 4分1R ポイント22-20      | 全日本アマ修斗 準決勝 | 2008年9月14日 |
| ○    | 笹原トメヤ・フィリオ | 4分1Rポイント24-23       | 全日本アマ修斗 二回戦 | 2008年9月14日 |
| ○    | 鈴木淑徳             | 4分1R ポイント27-19      | 全日本アマ修斗 一回戦 | 2008年9月14日 |
| ○    | 田中健一             | 3分2R ポイント47-38      | 関西アマ修斗 決勝戦   | 2008年7月13日 |
| ○    | 西山恭央             | 4分1R ポイント20-14      | 関西アマ修斗 一回戦   | 2008年7月13日 |
| ×    | 杉本弘士             | 1R 2:55 フロントチョーク | 西日本アマ修斗 二回戦 | 2007年7月16日 |
| ○    | 三木健治             | 4分1R ポイント27-19      | 西日本アマ修斗 一回戦 | 2007年7月16日 |

## 獲得タイトル
- 第8回 関西アマチュア修斗選手権 ウェルター級 優勝（2008年）
- 全日本アマチュア修斗選手権 ウェルター級 優勝（2008年）
- 修斗ウエルター級新人王（2010年）
- ADCC ASIA TRIAL2013 準優勝（2013年）